# Баутцен-Вайсенбергская операция
Баутцен-Вайсенбергская операция (нем. Schlacht um Bautzen) — одна из завершающих военных операций в Великой Отечественной войне, часть Берлинской наступательной операции советских войск против германского Вермахта во Второй мировой войне, проводившаяся 21—29 апреля 1945 года.

## Стратегическая ситуация
3 апреля 1945 года директивой Ставки ВГК № 11060 войскам 1-го Украинского фронта была поставлена задача на наступление на запад. В директиве также было сказано:
Для обеспечения главной группировки фронта с юга силами 2-й польской армии и частью сил 52-й армии нанести вспомогательный удар из района Кольфурта в общем направлении Бауцен, Дрезден
Для своей главной ударной группировки в составе трёх пехотных дивизий, одного танкового корпуса и артиллерийской дивизии 2-я польская армия получила задачу форсировать реку Нейсе, прорвать оборону противника на участке Ротенбург, фл. Обер-Форверк и развивать удар в общем направлении на Дрезден. 52-я армия должна была наступать правым крылом, перейдя к обороне на остальном протяжении своего фронта; ударную группировку армии составил 73-й стрелковый корпус. 52-я армия получила задачу форсировать реку Нейсе и развивать удар в общем направлении на Баутцен.
Немецкое командование ошибочно предположило, что советское командование намерено рассечь Германию пополам, и ударом через Саксонию соединиться с американцами, в результате чего именно на дрезденском направлении, в районе Гёрлица, были сконцентрированы крупные подвижные резервы группы армий «Центр».

## Ход операции

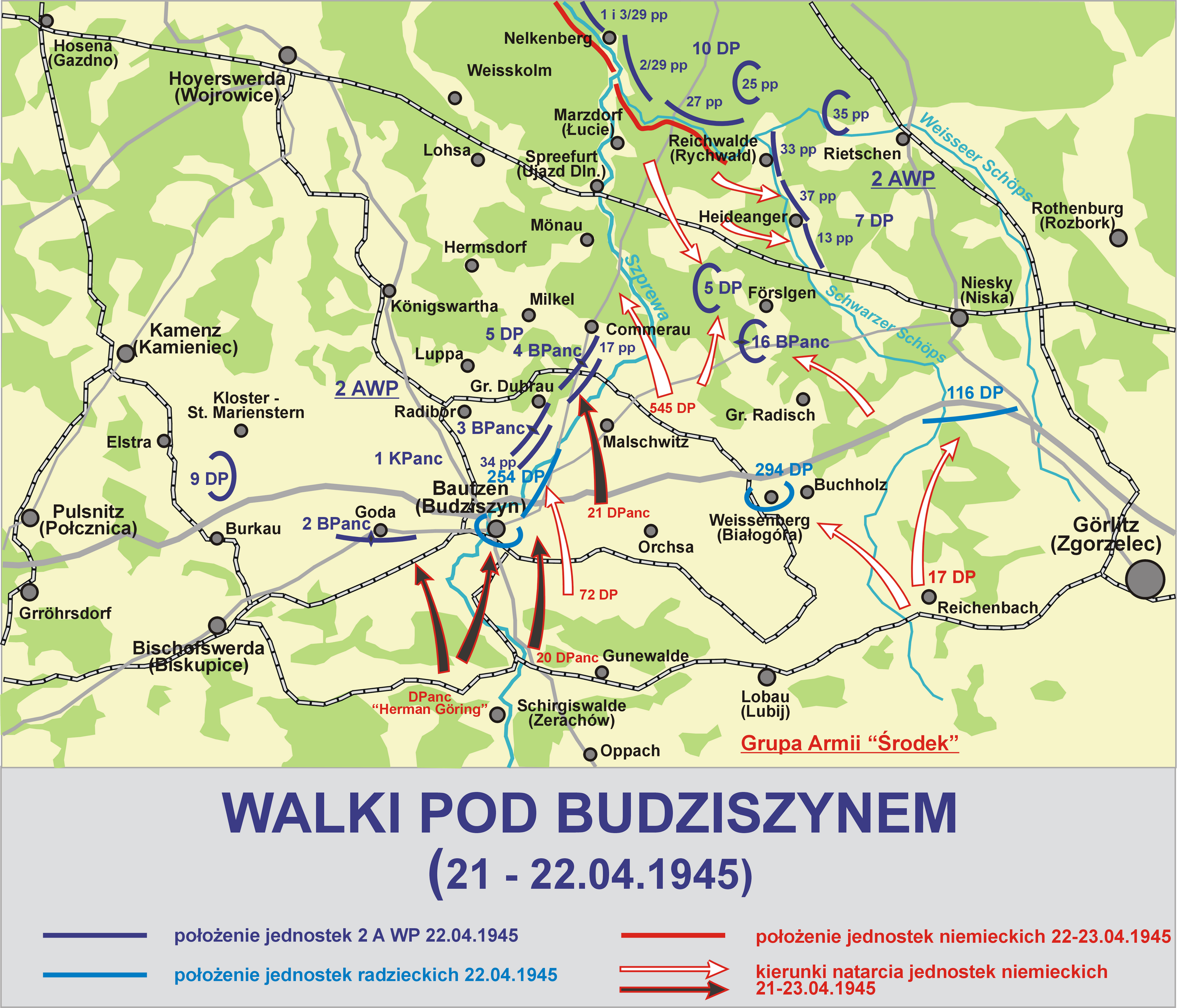
Бои 21-22 апреля под Баутценом

Начав наступление одновременно с основной ударной группировкой 1-го Украинского фронта, 2-я польская армия и правофланговые дивизии 52-й армии форсировали реку Нейсе и к концу дня прорвали главную полосу обороны немцев на глубину до 10 км. К концу дня в сражение был введён 7-й гвардейский механизированный корпус. 17 апреля после семичасового боя мехкорпусом был взломан тыловой оборонительный рубеж, однако за его продвижением не успевали стрелковые дивизии. Свою роль в замедлении продвижения на Баутцен сыграл немецкий фланговый контрудар из района Гёрлица, который пришлось отражать частям 52-й армии.
18 апреля 7-й гв. мехкорпус продолжал развивать наступление, уже в 10:00 на плечах противника ворвавшись в деревню Буххольц (восточнее Вайсенберга) и завязав бой на восточной окраине города Вайсенберга. К концу дня передовые отряды корпуса практически вплотную подошли к Баутцену. По следам 7-го гв. мехкорпуса двигалась пехота 254-й стрелковой дивизии 52-й армии, но она не могла развить таких же темпов. 2-я польская армия 18 апреля овладела городом Ниски, завершив прорыв второй полосы обороны противника; к концу дня танкисты 1-го польского танкового корпуса продвинулись на 10-15 км, оторвавшись от стрелковых соединений на 5-6 км.
Утром 19 апреля части 7-го гв. мехкорпуса и 254-й стрелковой дивизии, охватив Баутцен с северо-запада, востока и юга, начали штурм города; лишь к вечеру им удалось ворваться в город, а к утру 20 апреля — завершить его окружение. Тем временем левофланговые соединения ударной группировки 52-й армии попали под новый немецкий контрудар в районе Кодерсдорфа. Перешедшим в контрнаступление дивизии «Герман Геринг» и 20-й танковой дивизии удалось потеснить части 52-й армии на 3-4 км. В связи с тем, что 73-й стрелковый корпус застрял под Кодерсдорфом, советское командование стало перебрасывать вперёд автотранспортом 48-й стрелковый корпус.
В результате советского наступления немецкая дивизия «Бранденбург» оказалась разорванной надвое: 1-й танко-гренадерский полк под нажимом польских частей отошёл на северо-запад и к 20 апреля, сумев оторваться от преследования, вышел к Шпрее с востока в районе Боксберга, а 2-й танко-гренадерский полк этой дивизии, сбитый с позиций на Нейсе 73-м стрелковым корпусом, отошёл на юго-запад, объединившись с переброшенными на фланг советского наступления немецкими резервами. Утром 20 апреля собранные в районе северо-западнее Гёрлица дивизии перешли в наступление навстречу 1-му полку «Бранденбурга», и в течение 21 апреля установили с ним связь. В результате основные силы 2-й армии Войска Польского были отрезаны и фактически окружены. В этих боях погиб командир 5-й пехотной польской дивизии Герой Советского Союза А. А. Вашкевич: он был захвачен в плен и зверски убит. Однако увлечённый наступлением на Дрезден штаб польской армии совершенно оставил без внимания опасность и действовал так, как будто ничего не произошло.
Для нормализации обстановки на дрезденском направлении командованием 1-го Украинского фронта был спланирован контрудар по флангам вклинившейся группировки противника. Сложившееся критическое положение заставило развернуть часть сил 7-го гв. мехкорпуса на 180 градусов; с 7-м гв. мехкорпусом должен был взаимодействовать 1-й танковый корпус Войска Польского. С северо-востока на Диза навстречу танковым частям должны были наступать 214-я, 116-я и 111-я стрелковые дивизии 52-й армии. Для действий в районе Вайсенберга командиром 7-го гв. мехкорпуса И. П. Корчагиным был собран отряд под командованием заместителя командира корпуса генерал-майора танковых войск Героя Советского Союза В. К. Максимова.
Однако вместо пробивания коридора на восток отряду Максимова пришлось отражать удары противника на восточной и северо-восточной окраинах Вайсенберга; наладить взаимодействие с польским танковым корпусом и совместными усилиями переломить ситуацию в свою пользу не удалось. Пассивность 1-го польского танкового корпуса объяснялась самонадеянностью командующего 2-я армией Войска Польского генерала К. Сверчевского, спешившего повоевать и захватить крупный немецкий город. По приказу командующего армией 1-й польский танковый корпус 22 апреля продолжал наступать на Дрезден, и лишь в полдень, осознав грозящую армии катастрофу, Сверчевский дал распоряжение об отводе 1-го танкового корпуса от Дрездена. Корпус прибыл под Баутцен вечером, но с марша не мог овладеть ситуацией.
Советским войскам в районе Вайсенберга всё больше досаждала немецкая авиация, в составе которой действовали противотанковые Ю-87 под командованием Ганса-Ульриха Руделя. К вечеру 22 апреля в район Вайсенберга вышел продолжавший наступать на юг 1-й полк «Бранденбурга», а с юго-востока к Вайсенбергу подходил 2-й полк «Бранденбурга».

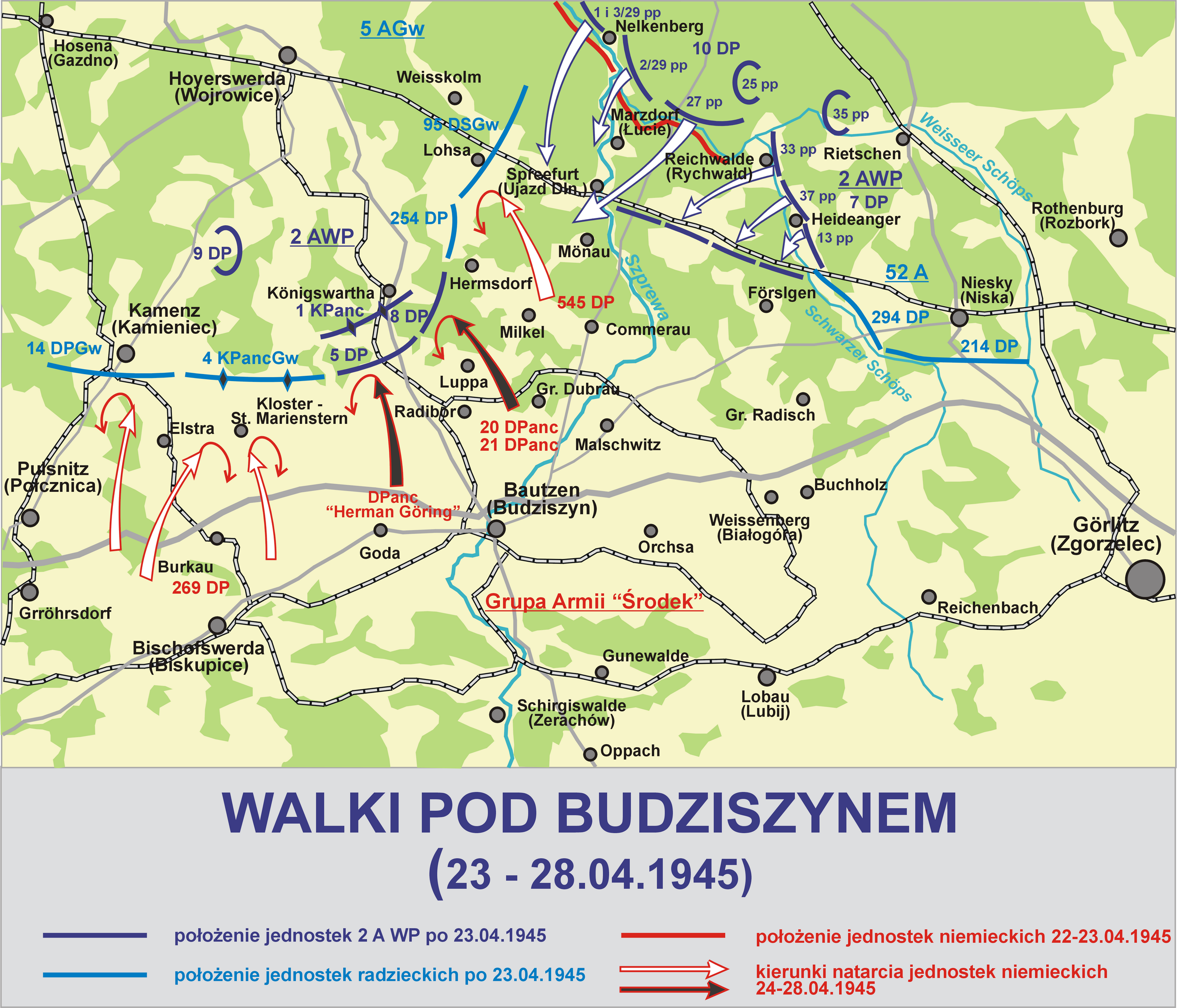
Бои 23-28 апреля под Баутценом

23 апреля в результате удара немецкого 57-го танкового корпуса по сходящимся направлениям в районе Вайсенберга 48-й стрелковый корпус был сбит с занимаемого рубежа и расчленён на отдельные группы. 7-й гв. мехкорпус удерживал двумя бригадами Баутцен, двумя бригадами — Вайсенберг и, выдвинув два передовых отряда на Дрезден, не мог активно противодействовать манёврам противника. Однако результативный немецкий контрудар на левом фланге войск 1-го Украинского фронта пока ещё не заставил генерала Сверчевского полностью отказаться от наступления на дрезденском направлении. 2-я польская армия силами 5-й, 8-й и 9-й пехотных дивизий продолжала двигаться на запад, пройдя за 23 апреля 18 км. Однако 10-я и 7-я польские пехотные дивизии были по-прежнему отсечены от прорвавшихся на запад польских соединений.
Поскольку перспективы деблокады окружённых в Вайсенберге частей 7-го гв. мехкорпуса были туманными, И. П. Корчагин принял решение на прорыв своими силами. Утром 24 апреля отряд генерала Максимова начал прорыв через Дизу на Енкендорф, но на полпути к Дизе был окружён, пробиться к своим войскам удалось лишь 30 % бойцов. Тяжелораненый генерал В. К. Максимов попал в плен и умер от ран через несколько дней. В тот же день 24 апреля дивизия «Герман Геринг» начала штурм Баутцена. К 19:00 советские войска были вынуждены организовать круговую оборону центра города, а к 21:00 им пришлось отойти в район заводов на севере Баутцена. В сложившейся обстановке командующий 1-м Украинским фронтом И. С. Конев в приказном порядке остановил наступление 2-й польской армии, чтобы вернуть её назад в район севернее Баутцена для прорыва окружения. Успешной стыковке польских соединений способствовало своевременное прибытие 33-го гв. стрелкового корпуса 5-й гв. армии, остановившего немецкий контрудар в озерных дефиле в лесах к северу от Баутцена.
Вечером 25 апреля И. П. Корчагин принял решение на прорыв из окружения; советские части сумели вырваться из Баутцена на север и соединиться с частями 2-й армии Войска Польского. Измученные окруженцы и польская пехота были не в состоянии сдержать немецкое контрнаступление, поэтому оборону начали выстраивать подтягивающиеся части 5-й гвардейской армии.
С утра 26 апреля немецкие дивизии «Герман Геринг» и 20-я танковая продолжили наступление, сбив польскую 8-ю пехотную дивизию, остатки польской 5-й дивизии и польский 1-й танковый корпус, но были остановлены частями 33-го гвардейского и 4-го гвардейского танкового корпусов, которые отбросили противника в южном направлении на 3-4 км. 27 и 28 апреля попытки немцев возобновить наступление успеха не имели.
29 апреля немцы вновь нанесли удар по позициям частей 2-й армии Войска Польского, которые начали панически бежать на север, и были возвращены только благодаря действиям заградотрядов 7-го гвардейского мехкорпуса. После этого немецкое контрнаступление закончилось, и линия фронта на дрезденском направлении оставалась практически неизменной до начала Пражской операции.

## Итоги и последствия
Бои под Баутценом стали одним из самых крупных сражений польской армии во Второй мировой войне. Польские части потеряли 4902 человека убитыми, 10 532 ранеными и 2798 пропавшими без вести; было потеряно 205 танков и САУ. Однако, несмотря на тактический успех, немецкое контрнаступление имело сугубо локальное значение: Баутцен и Вайсенберг находились далеко в стороне от направления главного удара 1-го Украинского фронта. В сущности, 52-я армия и 2-я армия Войска Польского выполнили свою задачу по обеспечению фланга основной ударной группировки фронта.